# GO-118
A GO-118 é uma rodovia estadual brasileira que liga Brasília/DF a Campos Belos/GO. É sobreposta à rodovia federal BR-010.

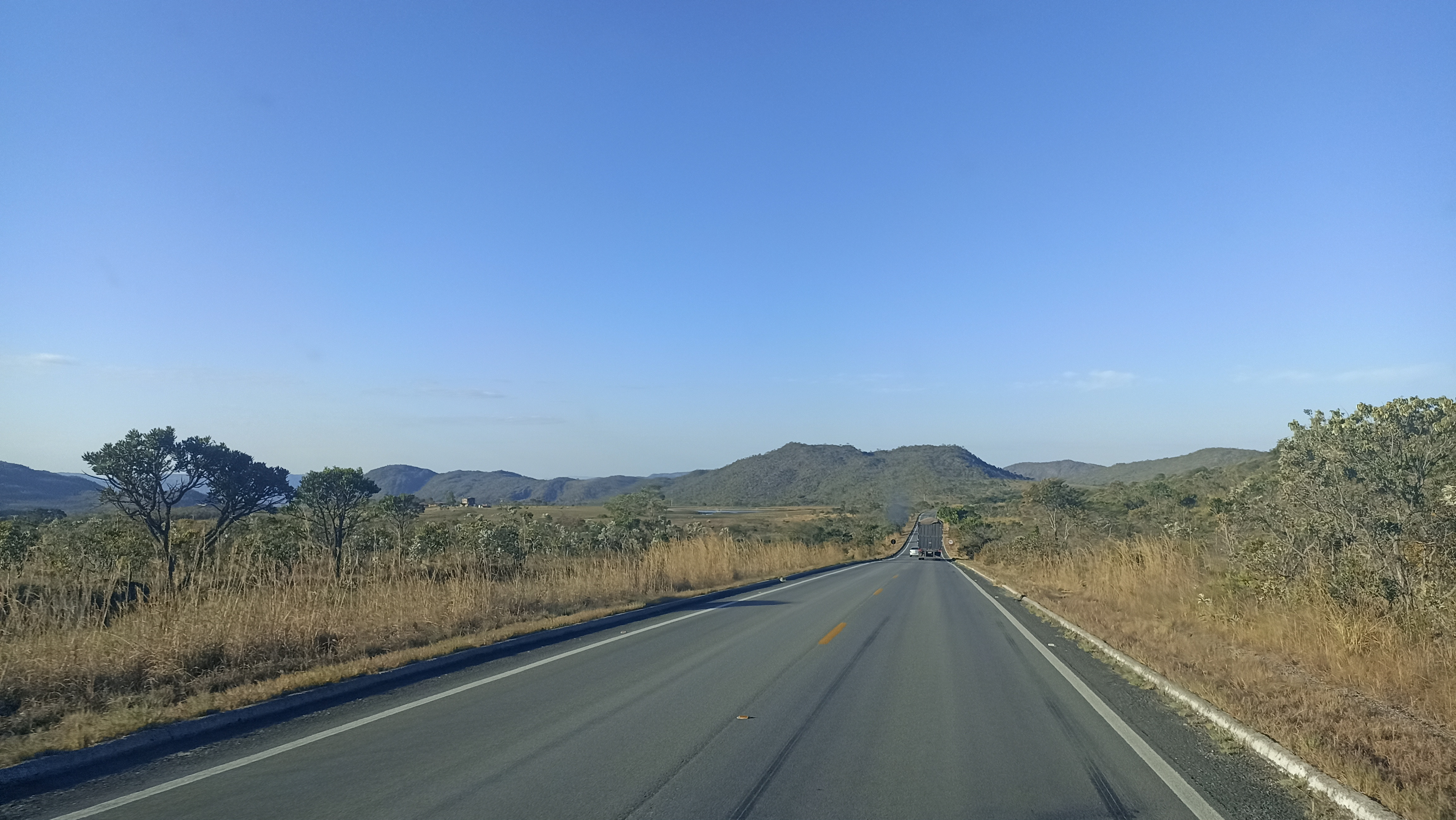
Rodovia GO-118 em Alto Paraíso de Goiás

A GO-118 corta Chapada dos Veadeiros, que dista cerca de 220 km da cidade de Brasília, no sentido norte. A rodovia passa por diversos municípios e regiões do leste/norte/nordeste goiano, incluindo Planaltina (Distrito de São Gabriel de Goiás), São João d'Aliança, Alto Paraíso de Goiás, Teresina de Goiás, Monte Alegre de Goiás e Campos Belos.
A rodovia foi asfaltada em 1986. Até o ano de 2014, a rodovia estadual encontrava-se em péssimas condições físicas, com asfalto desgastado, buracos e vários remendos em todo o percurso. Porém, foi completamente restaurada em 2015 e agora dispõe de excelentes condições de tráfego, facilitando o acesso à região da Chapada dos Veadeiros e aos seus numerosos destinos ecoturísticos. 
Informações mais detalhadas sobre a rodovia podem ser obtidas no mapa multimodal do Departamento Nacional de Infraestrutura de Transportes (DNIT).
O processo de federalização da rodovia GO-118 despertou inicialmente o interesse dos prefeitos do Nordeste goiano, que viram nele uma possibilidade de avanço para a região. Contudo, a proposta gerou preocupações devido a possíveis mudanças, incluindo a criação de um novo trecho que poderia isolar diversos municípios. Essas alterações levantaram questionamentos sobre os impactos econômicos e sociais, especialmente em comunidades como a Kalunga. Tanto o Departamento Nacional de Infraestrutura de Transportes (Dnit) quanto a Agência Goiana de Infraestrutura e Transportes (Goinfra) estão analisando o caso, mas ainda não emitiram um posicionamento definitivo sobre as implicações do projeto.

## Percurso[6]
- Início: divisa entre o Distrito Federal e o estado de Goiás.
- Municípios percorridos: Planaltina Goiás(Distrito de São Gabriel de Goiás), São João d'Aliança, Alto Paraíso de Goiás, Teresina de Goiás, Monte Alegre de Goiás e Campos Belos
- Término: divisa do estado de Goiás com o estado de Tocantins.